# Моту-Оа
Моту-Оа (фр. Motu Oa) или Лонг-Рок (англ. Long rock) — остров вулканического происхождения в Полинезии в центральной части Тихого океана. Относится к заморскому сообществу Франции Французская Полинезия.

## История
Остров Моту-Оа был открыт в апреле 1791 году капитаном американского корабля «Хоуп» Джозефом Ингреэмом. Ингреэм дал название острову — остров Франклина. В июне 1791 года французский капитан корабля «Солид» Этьен Маршан обследовал остров. 

## Описание
Остров относится к Северной группе Маркизских островов. Расположен в северной части архипелага, к юго-востоку от Уа-Пу. Имеет 1100 метров в длину и до 460 метров в ширину и площадь 0.3 км². Это делает его крупнейшим из спутников острова Уа-Пу. Остров является необитаемым. 